# Av var och en efter förmåga, åt var och en efter behov
Av var och en efter förmåga, åt var och en efter behov är en princip om hur produktion och konsumtion ska gå till. 
Frasen är en sammanfattning av synen att man i ett kommunistiskt samhälle bidrar så mycket till produktionen som man är kapabel till och får så mycket av arbetets frukter som man behöver. Synen står i motsättning till diverse andra uppfattningar som kan sammanfattas som lön efter förmåga - men där lön inte nödvändigtvis, eller enbart behöver ta sig uttryck i form av pengar. Frasen myntades av Louis Blanc, men har bland annat använts av Karl Marx i hans Kritik av Gothaprogrammet och av anarkister som Peter Kropotkin. Principen omnämns även i Nya Testamentet (Apostlagärningarna).
Principen är inte endast en teoretisk fras utan har även omsatts i praktiken i olika sammanhang, exempelvis i israeliska kibbutzer.